# Polizeiruf 110: Falscher Vater
Falscher Vater ist ein deutscher Kriminalfilm von Nils Willbrandt im Auftrag des rbb aus dem Jahr 2009. Es ist die 307. Folge innerhalb der Filmreihe Polizeiruf 110 und der fünfzehnte Fall für Hauptmeister Horst Krause und der elfte Fall für seine Partnerin Johanna Herz.

## Handlung
Der aus dem Irak stammende Mahmut Schemal soll nach zehn Jahren im Asyl abgeschoben werden. Kurz darauf wird er tot an einem Ufer gefunden. Johanna Herz und ihr Kollege Hauptmeister Horst Krause führt eine Autospur und ein Schraubendreher mit Firmenaufdruck, der am Tatort gefunden wurde, zur Familie Seiffert. Seltsamerweise hat Miro Schemal, der Sohn des Ermordeten, dort eine Lehrstelle. Herz und Krause lassen den Firmen-Lieferwagen von der Kriminaltechnik untersuchen, die jedoch keine verdächtigen Spuren sichern kann.
Mahmut Schemal hat ehrenamtlich in einem Kulturverein gearbeitet und Spenden für seine Landsleute im Irak gesammelt. Dort trifft Krause auf Najem Macit, einen Cousin von Miro Schemal, der laut Aussage der Seiferts ihren Lieferwagen zuletzt für Vereinszwecke genutzt hatte. Anhand des Fahrtenbuchs bleiben 8,5 km offen. Weitere Auffälligkeiten ergeben sich, als Krause feststellt, dass bei den Hilfslieferungen eine Palette mit Antibiotika verschwunden ist. So kommen Herz und Krause dem illegalen Geschäften von Najem Macit auf die Spur. Offensichtlich hat er abgelaufene Medikamente billig eingekauft und dem Kulturverein nach Listenpreis weiterberechnet. Er wird festgenommen.
Nach den Recherchen der Kommissarin hätte auch die fünfzehn Jahre jüngere Ehefrau des Toten, Aria Schemal, abgeschoben werden sollen. Da sie jedoch von einem Deutschen schwanger ist, konnte sie dies verhindern. Ihre Familie wusste von der Schwangerschaft angeblich nichts. Der biologische Vater soll ein Lennie Fritsch sein. Dieser ist bei der Polizei aktenkundig und die Kommissarin findet schnell heraus, dass er gegen ein Entgelt nur auf dem Papier die Vaterschaft anerkennen sollte, damit Aria Schemal nicht ausgewiesen wird. Doch die Recherchen ergeben, dass das Kind auch nicht von ihrem Mann sein kann, da dieser aufgrund einer Posttraumatischen Belastungsstörung nicht mehr zeugungsfähig war. So kommt Herz dahinter, dass Hendrik Seiffert mit Aria Schemal ein Verhältnis hat. Aber auch Miro Schemal findet heraus, dass seine Mutter ihrem Mann untreu war. Er will Hendrik Seiffert zur Rechenschaft ziehen, da er vermutet, dass er seinen Vater umgebracht habe. Krause und Herz kommen noch rechtzeitig, um eine Eskalation des Streits zu verhindern. Im Gespräch mit den Seifferts stellt sich heraus, dass Mahmut Schemal am Tatabend wutentbrannt im Autohaus aufgetaucht war, da er von der Schwangerschaft erfahren hatte. In seiner Wut ist er auch auf Nina Seiffert losgegangen, die sich mit einem Küchenmesser zur Wehr gesetzt hatte. Als Hendrik Seiffert dazu kam, lag Schemal bereits tot am Boden und so hatte er in seiner Angst die Leiche zum Flussufer gebracht.

## Hintergrund
Falscher Vater wurde im Auftrag des RBB von Studio Hamburg Filmproduktion produziert, in Berlin und Potsdam gedreht und am 20. Dezember 2009 im Ersten zur Hauptsendezeit erstmals ausgestrahlt.

## Kritik
Rainer Tittelbach von tittelbach.tv wertet diesmal etwas nüchtern: „Es wird sauber ermittelt, es gibt die üblichen Verdächtigen und die entsprechenden Milieus werden routiniert und politisch korrekt ausgeleuchtet. Der Fall ist kriminologisch wenig aufregend – deshalb muss die arabische Note ein bisschen für Abwechslung sorgen.“
Bei Stimme. de schreibt Jens Szameit es: „Es gibt Krimis, da schlagen die Ermittler eine Schneise ins Dickicht des Verbrechens, ehe sie an der Lichtung der Aufklärung ankommen. Und dann gibt es Krimis wie diesen, da liegen alle Puzzlesteine schon nach kurzer Zeit gut sichtbar auf dem Tisch. Sie müssen nur noch richtig angeordnet werden.“
Die Kritiker der Fernsehzeitschrift TV Spielfilm vergaben die bestmögliche Wertung (Daumen nach oben) und schrieben: „Eine verzwickte Familientragödie vor politischem Hintergrund.“ und zogen als Gesamtfazit: „Erst bedächtig, dann beginnt es zu brodeln“.